# باغ رضوان
باغ رضوان  بزرگ‌ترین آرامستان شهر اصفهان است.
باغ رضوان در ۱۲کیلومتری شرق شهر اصفهان قراردارد. ۱۸۰هکتار فضای سبز در آرامستان باغ رضوان وجود دارد که سدی در برابر ریزگردها است و به پاکیزگی هوا کمک زیادی می‌کند.
نقشه قطعات و بلوک‌های باغ رضوان اصفهان به‌طور رایگان در دفتر این آرامستان در اختیار مراجعه کنندگان قرار می‌گیرد.

## نقشه گردشگری
«نقشۀ گردشگری آرامستان باغ رضوان اصفهان، بر پایۀ دیدار از آرامگاه نام‌آوران فرهنگ و هنر، جدیدترین نقشۀ گورستان‌گردی در ایران است که همزمان با چهلمین سال تأسیس آرامستان باغ رضوان منتشرشده است. نقشۀ گردشگری آرامستان باغ رضوان به‌مثابه یک شاخصۀ فرهنگی است که در آن، نام و پیشه و زادروز و درگذشت و آدرس آرامگاه بیش از ۱۱۰ نام‌آور در زمینۀ فرهنگ و هنر آمده است که همگی بیرون از قطعۀ نام‌آوران هستند».

## سرشناسان به خاک سپرده شده درباغ رضوان

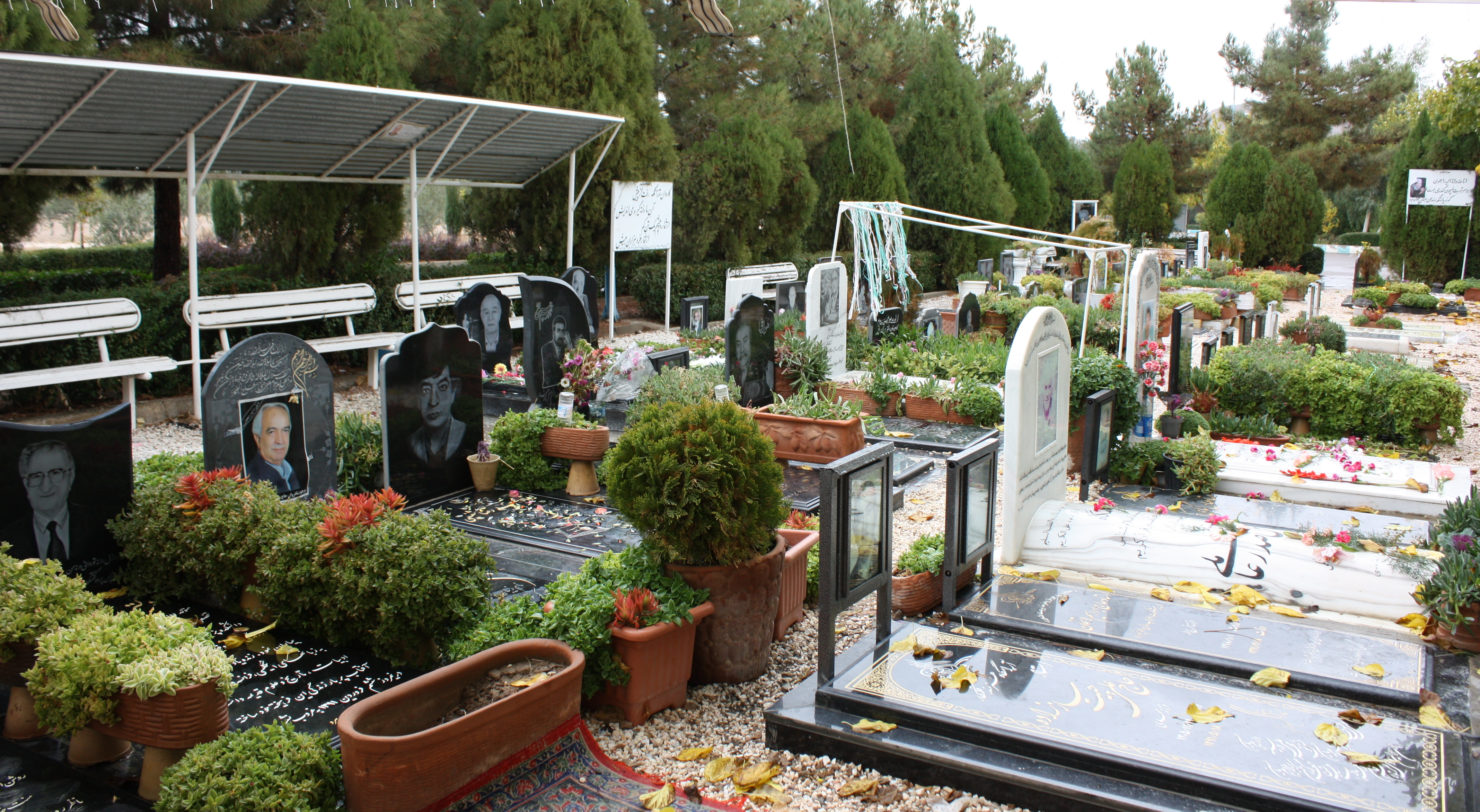
قطعه هنرمندان و نام‌آوران

- سید رضا بهشتی، متخلص به دریا (۱۲۹۵–۱۳۸۳)
- سعید محقق، بازیگر (۱۳۲۷–۱۳۹۷)
- جواد کورنگ بهشتی، پیشکسوت کشتی و شنا (۱۳۱۳–۱۳۹۸)[۴][۵]
- رضا ارحام صدر، بازیگر سینما و تئاتر (۱۳۰۲–۱۳۸۷)
- احمد آزاد، خواننده و ترانه سرا (۱۳۴۰–۱۴۰۰)
- محمود یاوری، سرمربی فوتبال (۱۳۱۸–۱۳۹۹)
- هوشنگ حریرچیان، بازیگر سینما وتلویزیون (۱۳۱۱–۱۴۰۳)
- لطف‌الله هنرفر، تاریخ‌دان، اصفهان‌شناس، باستان‌شناس، نویسنده، محقّق و استاد دانشگاه (۱۲۹۸−۱۳۸۵)

## نگارخانه

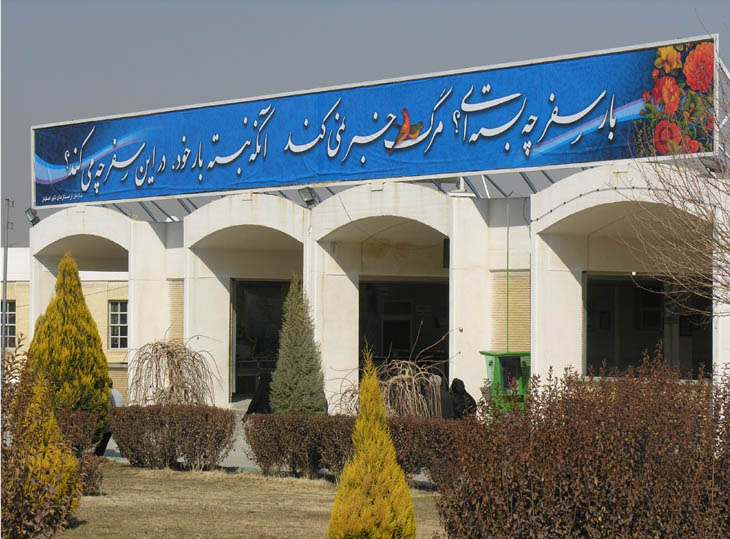
سالن تطهیر